# Siquijor, Siquijor
Siquijor là một đô thị hạng 4 ở tỉnh Siquijor, Philippines. Đây là thủ phủ của Siquijor. Theo điều tra dân số năm 2000, đô thị này có dân số 21.150 người trong 4.498 hộ.

## Barangay
Siquijor được chia thành 42 barangay.
| - Banban - Bolos - Caipilan - Caitican - Calalinan - Cang-atuyom - Canal - Candanay Norte - Candanay Sur - Cang-adieng - Cang-agong - Cang-alwang - Cang-asa - Cang-inte | - Cang-isad - Canghunoghunog - Cangmatnog - Cangmohao - Cantabon - Caticugan - Dumanhog - Ibabao - Lambojon - Luyang - Luzong - Olo - Pangi - Panlautan | - Pasihagon - Pili - Poblacion - Polangyuta - Ponong - Sabang - San Antonio - Songculan - Tacdog - Tacloban - Tambisan - Tebjong - Tinago - Tongo |